# 手塚裕紀
手塚 裕紀（てづか ゆき、1990年10月21日 - ）は、日本の女性モデル。元所属事務所はイリューム（インセントの系列会社）。
2005年10月に開催されたウッドワンのCMイメージキャラクター選抜オーディション「ウッドワンピュアビューティーコンテスト」でグランプリを受賞し、インセントのジュニア部門に所属。2006年にグランプリの副賞として同社企業CMに出演。その後イリュームに移籍。

## プロフィール
- 身長：172cm
- サイズ：B80cm W59cm H85cm S24cm
- 出身地：東京都
- 趣味：音楽鑑賞、運動
- 特技：ヒップホップ・ダンス

## 人物
- 「昔から女優さんにあこがれていて、今回は『井上和香さんのように輝いている女性になりたい』と思い応募しました。」[1]
- 「将来は黒木瞳さんや伊東美咲さんのような、内面からオーラが出せるような女優になりたい」[2]

- 「（グランプリで名前を呼ばれたときはどんな気持ちだった？という質問に対し）“えっ、私！？”って（笑）。ビックリしてウルッっときちゃいましたね」[3]
- 「小さい時から芸能界を目指していたし、親にも「私は絶対有名になるよ！」と言っていたので本当に嬉しくてたまりませんでした。」[4]
- 「幼稚園の頃からモデルや女優のお仕事に憧れていて、"有名になる！"と家族に公言していました（笑）。初めて受けたコンテストだったんですが、まわりはかわいい子ばかりだったので、グランプリに決まったときは本当にびっくりしました。」[5]

## 主な出演

### ドラマ
- 黒い太陽 第2話・第3話（2006年8月4日・11日、テレビ朝日）千鶴（井上和香）の妹役
- 帰ってきた時効警察 第8話（2007年6月1日、テレビ朝日）東吉田里奈役

### CM
- ウッドワン「私はドアです」篇/「私は床です」篇（2006年4月～2007年7月）

### 雑誌
- cancam(2007年9月号～2008年2月号、2008年4月号、2008年8月号)

### その他
- 神戸コレクション(2008年2月23日 東京公演)